# Jugend (1922)
Jugend ist die stumme Verfilmung des 1893 erstmals aufgeführten naturalistischen “Liebesdramas in drei Aufzügen” von Max Halbe, die Fred Sauer 1922 nach eigenem Drehbuch mit ersten Kräften wie Grete Reinwald, Theodor Loos und Fritz Schulz für die Berliner Hermes-Film realisierte. Fritz Rasp hatte darin in der Rolle des Amandus seinen ersten größeren Erfolg auch beim Film.

## Handlung
Die unehelich geborene Anne, genannt Annchen, ist nach dem frühen Tod ihrer Mutter auf dem Pfarrhof ihres Onkels, des Pfarrers Hoppe, aufgewachsen. Hier leben auch Annchens geistig behinderter Halbbruder Amandus und der Kaplan Gregor von Schigorski, ein religiöser Eiferer, der Annchen dazu bringen möchte, ins Kloster zu gehen, um die Schuld ihrer Mutter zu sühnen.
Als Hans Hartwig, Annchens Cousin und angehender Student, auf dem Weg nach Heidelberg zu Besuch auf den Hof kommt, verlieben sich Hans und Annchen ineinander. Diese Liebe wird zwar von Pfarrer Hoppe geduldet, von Amandus und Schigorski jedoch mit Eifersucht, Neid und Missgunst beobachtet.
Hans und Annchen verbringen die Nacht miteinander. Doch Amandus, der Annchen in dieser Nacht heimlich nachgeschlichen war, hat beide beobachtet. Gleich danach geht er zu Schigorski, um ihm davon zu berichten. Dieser wiederum erzählt es dem Pfarrer weiter. Der entscheidet, Hans solle nun sofort abreisen und erst nach Vollendung seines Studiums wiederkehren.
Als Hans und Annchen voneinander Abschied nehmen, erscheint Amandus, um Hans zu erschießen. Annchen jedoch wirft sich dazwischen und wird tödlich getroffen.

## Hintergrund
Die Bauten zum Film schuf Fritz Lederer. Die Photographie besorgte Heinrich Gärtner. Aufnahmeleiter war Paul Goergens.
Die Produktion der Berliner Hermes-Film GmbH lag am 17. Juli 1922 der Reichsfilmzensur vor und wurde unter der Nummer B06176 zugelassen. Ihre Uraufführung fand am 6. Oktober 1922 in Berlin statt.
Der Film wurde auch in Dänemark – hier als Ungdom – und in Ungarn aufgeführt, wo er unter dem Titel Ifjuság am 18. November 1922 Première feierte.

## Rezeption
“Jugend” wurde 1922 sowohl vom Publikum als auch von den Kritikern äußerst wohlwollend aufgenommen.
Max Prels besprach den Film 1922 im Kinematograph Nr. 813:

„Der Konflikt heißt Jung sein, Jung sein an sich ist ein Konflikt. Diesen Konflikt hat Fred Sauer sehr feinhörig aus dem Bühnenstück herausgespürt und sein Manuskript auf diese Tragödie des Jungseins an sich gestellt. Als Regisseur mußte er dieses Motiv vertiefen, nachgriffeln. Er konnte es nur durch übermäßige Betonung der Tatsache des Jungseins tun, mußte die Melodie der Jugend in hundert Variationen aufklingen lassen, mußte in den allen Menschen über der Pubertätsgrenze verzaubert erscheinenden Garten der Siebzehnjährigkeit eindringen.“

Veit Harlan drehte 1938 eine Tonfilm-Neuverfilmung des Dramas mit Kristina Söderbaum, Werner Hinz und Eugen Klöpfer in den Hauptrollen. Diesmal hatte Thea von Harbou Halbes Bühnenstück für den Film bearbeitet.